# Pra Sempre Teu
Pra Sempre Teu é uma versão em português do álbum Forever Yours, gravado originalmente em Inglês pela Gateway Worship.  Contém a maior parte das músicas do projeto original, com adaptações feitas por Ana Paula Valadão. O lançamento ocorreu durante o Congresso Gateway Diante do Trono na Igreja Bíblica da Paz, em São Paulo.
É um projeto resultante da parceria entre o Ministério Diante do Trono e Gateway Church e teve a participação de Ana Nóbrega, André Valadão, David Quinlan, Fernanda Brum, Israel Salazar, Juliano Son, Nívea Soares, Paulo César Baruk, Samuel Mizrahy, Soraya Moraes, além de Ana Paula Valadão.
O CD será distribuído para todo o Brasil pela Onimusic, e parte da renda arrecadada será destinada para os projetos missionários que o Ministério “Livres para Adorar” desenvolve no Sertão Nordestino.[carece de fontes?]

## Gravação
O líder do Culto Fé, André Valadão, foi o responsável por iniciar a noite que reuniu importantes ministros do Brasil e do exterior na área da adoração. Uma das integrantes do grupo de teatro “Ora-pro-Nobis” da Fábrica de Artes da Lagoinha fez uma apresentação simbolizando o tema principal do álbum. O CD teve a primeira faixa cantada pelo ministro Juliano Son e a líder do Diante do Trono, Ana Paula Valadão. Algumas canções conhecidas pelos brasileiros como “Escudo e Proteção”, “Grande Deus”, “O que Ele diz que eu sou” foram interpretadas pelos cantores, Israel Salazar, Ana Nóbrega junto a Samuel Mizrahy e Fernanda Brum, respectivamente.
Entre um louvor e outro, um dos líderes da Gateway Worship subiu ao altar para informar a todos que tinha uma surpresa especial: parte da renda arrecadada com a gravação do álbum seria destinada aos projetos missionários desenvolvidos pelo Ministério “Livres para Adorar” no Sertão Nordestino. Juliano Son, responsável pelo projeto, ficou emocionado com a notícia.
André Valadão iria interpretar a música tema da gravação, contudo, direcionado pelo Espírito Santo, pediu que Son cantasse-a. Para fechar a noite, todos os convidados cantaram versos do último louvor: “Tua glória encheu toda Terra”.

## Recepção da crítica
| Críticas profissionais | Críticas profissionais |
| Avaliações da crítica  | Avaliações da crítica  |
| Fonte                  | Avaliação              |
| ---------------------- | ---------------------- |
| Super Gospel           | [ 4 ]                  |

Tiago Abreu, através do Super Gospel, aponta que o álbum Pra Sempre Teu  consolida-se como um agradável registro de parcerias que cobrem músicas pop-worship da Gateway.

## Faixas
Todas as versões em português são assinadas por Ana Paula Valadão Bessa.
|    | Faixa                                          | Composição                                       | Solistas                             |
| -- | ---------------------------------------------- | ------------------------------------------------ | ------------------------------------ |
| 1  | Não Me Intimido (Not Ashamed)                  | David Moore, Ryan Edgar                          | Ana Paula Valadão Bessa, Juliano Son |
| 2  | Teu Nome Exaltamos (Be Lifted Higher)          | David Moore                                      | André Valadão                        |
| 3  | Enquanto Eu Viver (Every Day I Live)           | Klaus Kuehn, Thomas Miller                       | Israel Salazar                       |
| 4  | A Ti Oramos (As We Pray)                       | Walker Beach                                     | Paulo César Baruk                    |
| 5  | Pra Sempre Teu (Forever Yours)                 | David Moore                                      | Juliano Son                          |
| 6  | Salvador e Rei (Savior and King)               | Josh Bacchus Dykes, Reginald Heber, Walker Beach | Ana Nóbrega, David Quinlan           |
| 7  | Escudo e Proteção (Sun and Shield)             | Glenn Packiam, Shannon Alford, Sion Alford       | Israel Salazar                       |
| 8  | Foi o Amor (Love Has Done It)                  | Zach Neese                                       | Paulo César Baruk                    |
| 9  | A Criação do Nosso Deus (God & King)           | São Francisco de Assis, Zach Neese               | Soraya Moraes                        |
| 10 | O Que Ele Diz Que Eu Sou (All He Says I Am)    | Cody Carnes, Jillian Edwards                     | Fernanda Brum                        |
| 11 | 139 (139)                                      | David Moore                                      | Nívea Soares, Samuel Mizrahy         |
| 12 | Grande Deus (Great, Great God)                 | David Moore                                      | Ana Nóbrega, Samuel Mizrahy          |
| 13 | O Vencedor (Victorious)                        | Walker Beach                                     | Juliano Son                          |
| 14 | Adore o Grande Eu Sou (Worship The Great I Am) | Walker Beach                                     | Ana Paula Valadão Bessa              |
| 15 | Toda a Terra (The Whole Earth)                 | Klaus Kuehn                                      | Todos os ministros                   |